# Adam Lind
Pour les articles homonymes, voir Lind.
Adam Alan Lind (né le 17 juillet 1983 à Muncie, Indiana, États-Unis) est un joueur de premier but ayant évolué dans la Ligue majeure de baseball de 2006 à 2017. 
De 2006 à 2014, Lind évolue comme premier but, voltigeur et frappeur désigné des Blue Jays de Toronto. Il remporte un Bâton d'argent comme frappeur désigné et le prix Edgar Martínez en 2009. Il évolue ensuite en 2015 pour les Brewers de Milwaukee et en 2016 pour les Mariners de Seattle.

## Carrière

### Blue Jays de Toronto
Adam Lind est repêché une première fois le 4 juin 2002 par les Twins du Minnesota, mais il ne signe pas, préférant entamer des études supérieures à l'University of South Alabama après des études secondaires au Highland High School, à Highland, dans l'Indiana. En 2004, il est sélectionné dans l'équipe d'étoiles de la Sun Belt Conference.
Il rejoint les rangs professionnels à la suite du repêchage amateur du 7 juin 2004 au cours de laquelle il est sélectionné au 3e tour par les Blue Jays de Toronto.
Il fait ses débuts en Ligue majeure le 2 septembre 2006 et joue encore 51 matches en Triple-A en 2008 pour 88 en Ligues majeures. Frappeur désigné occasionnel en 2006, il alterne à partir de 2008 entre les postes de champ gauche et de frappeur désigné. Au début de la saison 2009, il est frappeur désigné, signant 12 points produits lors de la première semaine de compétition. Il termine l'année avec 35 coups de circuit et 114 points produits et gagne à la fin de la saison le Bâton d'argent au poste de frappeur désigné. Il remporte le prix Edgar Martínez comme meilleur frappeur désigné de la saison 2009.
Sa production offensive chute à 23 circuits et 72 points produits en 2010.
En 2011, Lind est surtout utilisé comme joueur de premier but. Il frappe 26 circuits et produit 87 points.

### Brewers de Milwaukee
Le 1er novembre 2014, Toronto échange Adam Lind aux Brewers de Milwaukee contre le lanceur droitier Marco Estrada.
À son unique saison à Milwaukee, Lind mène les Brewers pour les doubles (32) et les points produits (87), en plus de claquer 20 circuits et d'afficher une moyenne au bâton de ,277.

### Mariners de Seattle
Le 9 décembre 2015, les Brewers échangent Adam Lind aux Mariners de Seattle pour les lanceurs droitiers des ligues mineures Daniel Missaki, Carlos Herrera et Freddy Peralta. Lind frappe 20 circuits pour les Mariners en 2016.

## Statistiques
| Saison | Équipe  | G   | AB   | R   | H   | 2B  | 3B | HR | RBI | SB | BA   |
| ------ | ------- | --- | ---- | --- | --- | --- | -- | -- | --- | -- | ---- |
| 2006   | Toronto | 18  | 60   | 8   | 22  | 8   | 0  | 2  | 8   | 0  | .367 |
| 2007   | Toronto | 89  | 290  | 34  | 69  | 14  | 0  | 11 | 46  | 1  | .238 |
| 2008   | Toronto | 88  | 326  | 48  | 92  | 16  | 4  | 9  | 40  | 2  | .282 |
| 2009   | Toronto | 151 | 587  | 93  | 179 | 46  | 0  | 35 | 114 | 1  | .305 |
| 2010   | Toronto | 150 | 569  | 57  | 135 | 32  | 3  | 23 | 72  | 0  | .237 |
| Totaux | Totaux  | 496 | 1832 | 240 | 497 | 116 | 7  | 80 | 280 | 4  | .271 |

Note : G = Matches joués ; AB = Passages au bâton; R = Points ; H = Coup sûr ; 2B = Doubles ; 3B = Triples ; 
HR = Coup de circuit ; RBI = Points produits ; SB = But volé ; BA = Moyenne au bâton.